# Neobisium
Microcreagris es un género de pseudoscorpiones de la familia Neobisiidae. Se distribuyen por Europa, Norte de África y en Oriente Próximo.

## Especies
Según Pseudoscorpions of the World 1.2:
- Neobisium (Blothrus) Schiödte, 1847
  - Neobisium abeillei (Simon, 1872)
  - Neobisium absoloni Beier, 1938
  - Neobisium alae Ćurčić, Dimitrijević, Ćurčić & Mitić, 2004
  - Neobisium albanicum (Müller, 1931)
  - Neobisium albanorum Ćurčić, Dimitrijević, Rađa & Vujčić-Karlo, 2006
  - Neobisium auberti Leclerc, 1982
  - Neobisium aueri Beier, 1962
  - Neobisium babusnicae Ćurčić, 1980
  - Neobisium birsteini (Lapschoff, 1940)
  - Neobisium bolivari (Nonidez, 1917)
  - Neobisium boneti Beier, 1931
  - Neobisium breuili (Bolívar, 1924)
  - Neobisium brevimanum (Frivaldsky, 1865)
  - Neobisium brevipes (Frivaldsky, 1865)
  - Neobisium caecum Beier, 1939
  - Neobisium carnae Beier, 1938
  - Neobisium casalei Gardini, 1985
  - Neobisium cervelloi Mahnert, 1977
  - Neobisium chaimweizmanni Ćurčić & Dimitrijević, 2004
  - Neobisium closanicum Dumitresco & Orghidan, 1970
  - Neobisium coiffaiti Heurtault, 1986
  - Neobisium concolor
  - Neobisium creticum (Beier, 1931)
  - Neobisium dalmatinum Beier, 1938
  - Neobisium davidbengurioni Ćurčić & Dimitrijević, 2004
  - Neobisium deschmanni (Joseph, 1882)
  - Neobisium dinaricum Hadži, 1933
  - Neobisium escalerai
  - Neobisium georgecastriotae Ćurčić, Dimitrijević, Rađa, Dudić, Šimić & Vujčić-Karlo, 2006
  - Neobisium goldameirae Ćurčić & Dimitrijević, 2004
  - Neobisium golemanskyi Ćurčić & Dimitrijević, 2001
  - Neobisium hadzii Beier, 1938
  - Neobisium heros Beier, 1938
  - Neobisium hians Mahnert, 1979
  - Neobisium hiberum Beier, 193
  - Neobisium hirtum
  - Neobisium hypochthon Beier, 1938
  - Neobisium imbecillum Beier, 1938
  - Neobisium infernum Beier, 1938
  - Neobisium insulare Beier, 1938
  - Neobisium jeanneli (Ellingsen, 1912)
  - Neobisium karamani Hadži, 1929
  - Neobisium korabense Ćurčić, 1982
  - Neobisium kosswigi Beier, 1949
  - Neobisium kwartirnikovi Mahnert, 1972
  - Neobisium leruthi Beier, 1939
  - Neobisium lethaeum Beier, 1938
  - Neobisium lombardicum
  - Neobisium longidigitatum (Ellingsen, 1908)
  - Neobisium macrodactylum macrodactylum
  - Neobisium maderi Beier, 1931
  - Neobisium mahnerti mahnerti
  - Neobisium mahnerti major
  - Neobisium maksimtodorovici Ćurčić, Dimitrijević & Mihajlova, 2002
  - Neobisium marcchagalli Ćurčić & Ćurčić, 2004
  - Neobisium maxbeieri Dumitresco & Orghidan, 1972
  - Neobisium medvedevi
  - Neobisium minutum (Tömösváry, 1882)
  - Neobisium monasterii Mahnert, 1977
  - Neobisium navaricum Nonidez, 1925
  - Neobisium nemorale
  - Neobisium nonidezi (Bolívar, 1924)
  - Neobisium occultum Beier, 1938
  - Neobisium odysseum (Beier, 1929)
  - Neobisium ohridanum Hadži, 1940
  - Neobisium pallens
  - Neobisium percelere
  - Neobisium peruni Ćurčić, 1988
  - Neobisium perunoides Ćurčić, Dimitrijević & Rađa, 2006
  - Neobisium peyerimhoffi Heurtault, 1990
  - Neobisium phineum Beier, 1938
  - Neobisium piqueri
  - Neobisium primitivum Beier, 1931
  - Neobisium princeps Ćurčić, 1974
  - Neobisium pusillum Beier, 1939
  - Neobisium rathkii
  - Neobisium reimoseri (Beier, 1929)
  - Neobisium remyi Beier, 1939
  - Neobisium robustum Nonidez, 1925
  - Neobisium sbordonii Beier, 1973
  - Neobisium slovacum Gulička, 1977
  - Neobisium spelaeum (Schiödte, 1847)
  - Neobisium spelaeum istriacum
  - Neobisium spelaeum spelaeum
  - Neobisium stankovici Ćurčić, 1972
  - Neobisium stitkovense Ćurčić & Dimitrijević, 2004
  - Neobisium striboji
  - Neobisium stygium Beier, 1931
  - Neobisium svetovidi Ćurčić, 1988
  - Neobisium tantaleum Beier, 1938
  - Neobisium temniskovae Ćurčić, 2002
  - Neobisium tenebrarum Beier, 1938
  - Neobisium tenuipalpe Nonidez, 1925
  - Neobisium torrei (Simon, 1881)
  - Neobisium tuzetae Vachon, 1947
  - Neobisium tzarsamueli Ćurčić & Dimitrijević, 2004
  - Neobisium umbratile Beier, 1938
  - Neobisium vachoni Beier, 1939
  - Neobisium vasconicum Nonidez, 1925
  - Neobisium vasconicum vasconicum
  - Neobisium velebiticum Beier, 1938
  - Neobisium verae Lapschoff, 1940
  - Neobisium vjetrenciae Hadži, 1932
  - Neobisium vladimirpantici Ćurčić, 2004
- Neobisium (Heoblothrus) Beier, 1963
  - Neobisium beroni Beier, 1963
  - Neobisium bulgaricum (Redikorzev, 1928)
  - Neobisium sakadzhianum Krumpál, 1984
- Neobisium (Neobisium) Chamberlin, 1930
  - Neobisium actuarium Ćurčić, 1984
  - Neobisium aelleni Vachon: Strinati, 1966
  - Neobisium agnolettii Beier, 1973
  - Neobisium algericum Ellingsen, 1912
  - Neobisium alticola Beier, 1973
  - Neobisium anatolicum Beier, 1949
  - Neobisium apuanicum Callaini, 1981
  - Neobisium atlasense Leclerc, 1989
  - Neobisium babinzub Ćurčić, Dimitrijević, Tomić & Mitić, 2007
  - Neobisium balazuci Heurtault, 1969
  - Neobisium beieri Verner, 1958
  - Neobisium bernardi Vachon, 1937
  - Neobisium biharicum Beier, 1939
  - Neobisium blothroides (Tömösváry, 1882)
  - Neobisium bosnicum Beier, 1939
  - Neobisium boui Heurtault, 1969
  - Neobisium brevidigitatum Beier, 1928
  - Neobisium bucegicum Beier, 1964
  - Neobisium caporiaccoi Heurtault-Rossi, 1966
  - Neobisium carcinoides (Hermann, 1804)
  - Neobisium carinthiacum Beier, 1939
  - Neobisium carpaticum Beier, 1935
  - Neobisium carpenteri (Kew, 1910)
  - Neobisium carsicum Hadži, 1933
  - Neobisium cavernarum (L. Koch, 1873)
  - Neobisium cephalonicum Daday, 1888
  - Neobisium chironomum (L. Koch, 1873)
  - Neobisium corcyraeum (Beier, 1928)
  - Neobisium crassifemoratum (Beier, 1928)
  - Neobisium cristatum Beier, 1959
  - Neobisium delphinaticum Beier, 1954
  - Neobisium distinctum (Beier, 1928)
  - Neobisium doderoi (Simon, 1896)
  - Neobisium dolicodactylum (Canestrini, 1874)
  - Neobisium dolomiticum Beier, 1952
  - Neobisium dumitrescoae Heurtault, 1990
  - Neobisium elegans Beier, 1939
  - Neobisium erythrodactylum (L. Koch, 1873)
  - Neobisium fiscelli Callaini, 1983
  - Neobisium fuscimanum (C.L. Koch, 1843)
  - Neobisium galeatum Beier, 1953
  - Neobisium gentile Beier, 1939
  - Neobisium geronense Beier, 1939
  - Neobisium gineti Vachon, 1966
  - Neobisium golovatchi Schawaller, 1983
  - Neobisium gracilipalpe Beier, 1939
  - Neobisium granulatum Beier, 1937
  - Neobisium granulosum Beier, 1963
  - Neobisium hellenum (Simon, 1885)
  - Neobisium helveticum Heurtault, 1971
  - Neobisium hermanni Beier, 1938
  - Neobisium improcerum Ćurčić, 1984
  - Neobisium inaequale Chamberlin, 1930
  - Neobisium incertum Chamberlin, 1930
  - Neobisium intermedium Mahnert, 1974
  - Neobisium intractabile Beier, 1973
  - Neobisium ischyrum Navás, 1918
  - Neobisium juberthiei Heurtault, 1986
  - Neobisium jugorum (L. Koch, 1873)
  - Neobisium kobachidzei Beier, 1962
  - Neobisium labinskyi Beier, 1937
  - Neobisium latens Ćurčić, 1984
  - Neobisium macrodactylum (Daday, 1888)
  - Neobisium mahnerti Heurtault, 1980
  - Neobisium maritimum (Leach, 1817)
  - Neobisium maroccanum (Beier, 1930)
  - Neobisium martae (Menozzi, 1920)
  - Neobisium maxvachoni Heurtault, 1990
  - Neobisium mendelssohni Ćurčić & Ćurčić, 2004
  - Neobisium minimum (Beier, 1928)
  - Neobisium moreoticum Beier, 1931
  - Neobisium nemorense Callaini, 1991
  - Neobisium nivale Beier, 1929
  - Neobisium noricum Beier, 1939
  - Neobisium osellai Callaini, 1983
  - Neobisium pacei Callaini, 1991
  - Neobisium parasimile Heurtault, 1986
  - Neobisium pauperculum Beier, 1959
  - Neobisium peloponnesiacum Beier, 1928
  - Neobisium phitosi Mahnert, 1973
  - Neobisium polonicum Rafalski, 1936
  - Neobisium praecipuum (Simon, 1879)
  - Neobisium pyrenaicum Heurtault, 1980
  - Neobisium rajkodimitrijevici Ćurčić & Tomić, 2006
  - Neobisium reductum Mahnert, 1977
  - Neobisium reitteri Beier, 1928
  - Neobisium ressli Beier, 1965
  - Neobisium rhodium Beier, 1962
  - Neobisium ruffoi Beier, 1958
  - Neobisium schenkeli Strand, 1932
  - Neobisium seminudum (Daday & Tömösváry, 1880)
  - Neobisium settei Callaini, 1982
  - Neobisium simile (L. Koch, 1873)
  - Neobisium simoni (L. Koch, 1873)
  - Neobisium simonioides Beier, 1965
  - Neobisium speleophilum Krumpál, 1986
  - Neobisium speluncarium (Beier, 1928)
  - Neobisium strausaki Vachon, 1976
  - Neobisium sublaeve Simon, 1879
  - Neobisium sylvaticum (C.L. Koch, 1835)
  - Neobisium tarae Ćurčić, Dimitrijević, Tomić & Mitić, 2007
  - Neobisium theisianum (Gervais, 1844)
  - Neobisium trentinum Beier, 1931
  - Neobisium usudi Ćurčić, 1988
  - Neobisium validum (L. Koch, 1873)
  - Neobisium ventalloi Beier, 1939
  - Neobisium vilcekii Krumpál, 1983
  - †Neobisium henderickxi Judson, 2003
  - †Neobisium exstinctum Beier, 1955
- Neobisium (Neoccitanobisium) Callaini, 1981
  - Neobisium ligusticum (Callaini, 1981)
- Neobisium (Ommatoblothrus) Beier, 1956
  - Neobisium battonii Beier, 1966
  - Neobisium bessoni Heurtault, 1979
  - Neobisium cerrutii Beier, 1955
  - Neobisium epirensis Henderickx & Vets, 2000
  - Neobisium gaditanum Mahnert, 1977
  - Neobisium gomezi Heurtault, 1979
  - Neobisium gracile Heurtault, 1979
  - Neobisium henroti Beier, 1956
  - Neobisium lulense Gardini, 1982
  - Neobisium oenotricum Callaini, 1987
  - Neobisium pangaeum Gardini, 1985
  - Neobisium patrizii Beier, 1953
  - Neobisium paucedentatum Mahnert, 1982
  - Neobisium phaeacum Mahnert, 1973
  - Neobisium piquerae Carabajal Márquez, Garcia Carrillo & Rodríguez Fernández, 2001
  - Neobisium rodrigoi Carabajal Márquez, Garcia Carrillo & Rodríguez Fernández, 2000
  - Neobisium samniticum Mahnert, 1980
  - Neobisium sardoum Beier, 1956
  - Neobisium schawalleri Henderickx, 2000
  - Neobisium spilianum Schawaller, 1985
  - Neobisium staudacheri Hadži, 1933
  - Neobisium zoiai Gardini & Rizzerio, 1986
- Neobisium (Pennobisium) Ćurčić, 1988
  - Neobisium simargli Ćurčić, 1988
  - Neobisium stribogi Ćurčić, 1988

## Publicación original
- Chamberlin, 1930: A synoptic classification of the false scorpions or chela-spinners, with a report on a cosmopolitan collection of the same. Part II. The Diplosphyronida (Arachnida-Chelonethida). Annals and Magazine of Natural History, ser. 10, n. 5, p. 1-48 & 585-620.